# Rhaphiptera affinis
Rhaphiptera affinis es una especie de escarabajo longicornio del género Rhaphiptera, tribu Pteropliini, subfamilia Lamiinae. Fue descrita científicamente por Thomson en 1868.
La especie se mantiene activa durante los meses de enero, febrero, marzo, abril, septiembre, octubre, noviembre y diciembre.

## Descripción
Mide 23-30 milímetros de longitud.

## Distribución
Se distribuye por Brasil y Paraguay.